# 阿道夫·豪辛格
阿道夫·布魯諾·海因里希·恩斯特·豪辛格（德語：Adolf Bruno Heinrich Ernst Heusinger，1897年8月4日—1982年11月30日）是一位德國陸軍將領，最高軍階為上將，曾服役於德意志帝國陸軍、威瑪防衛軍、德意志國防軍以及德國聯邦國防軍四個不同時期的德國武裝部隊，於第二次世界大戰期間曾短暫擔任過陸軍參謀長。戰後擔任第一任聯邦國防軍總監，對西德的重新武裝起到核心作用，另外還曾出任北約常務軍事委員會主席。

## 生平

### 早年
豪辛格出生於1897年德意志帝國不伦瑞克公国的霍尔茨明登，於1915年6月17日加入陸軍，於被配發至「第7圖林根第96步兵團」（7. Thüringisches Infanterie-Regiment Nr. 96）。1916年3月31日，豪辛格晉升為候補軍官（Fähnrich），同年7月4日，再晉升為少尉（Leutnant）。第一次世界大戰期間，豪辛格曾參加多場戰鬥並負傷，後於1917年7月31日被英軍俘虜。戰後，豪辛格被留任為新成立的威瑪防衛軍。1925年4月，晉升中尉（Oberleutnant）。1931年10月，豪辛格被派任為戰爭部「部隊室」作戰課參謀官，在此期間豪辛格參與了各種德軍作戰準則的訓練課程。1931年，豪辛格與美術學者哥爾達·克呂格（Gerda Krüger）結婚，兩人育有露絲（Ruth）和艾達（Ada）兩個女兒。1932年10月，晉升上尉（Hauptmann）。1934年，任駐帕德博恩的第18步兵團連長。1935年10月，豪辛格轉任第11師作戰處長。1936年5月，晉升少校。1937年8月，豪辛格重新被配屬至「部隊室」更名的陸軍參謀部下，擔任作戰參謀官。1939年3月20日，豪辛格晉升中校。

### 第二次世界大戰
1939年9月1日，第二次世界大戰爆發。在其職位上，豪辛格與德軍入侵波蘭、丹麥、挪威、法國和低地國家等軍事計畫之制定皆關係密切，其本人也在1940年8月1日晉升上校，10月15日更晉升為陸軍總參謀部作戰處長，成了陸軍參謀體系下僅次於參謀長弗朗茲·哈爾德、副參謀長弗里德里希·保盧斯下的第三號人物。1942年1月1日，豪辛格晉升少將，隔年又晉升中將。1944年6月10日，由於陸軍參謀長庫爾特·蔡茨勒患病，豪辛格代理其職務。同年7月20日，豪辛格在代號「狼穴」的基地舉行的軍務會議上，受到反納粹派陸軍上校克勞斯·馮·史陶芬堡放置用於刺殺同室的希特勒的炸彈攻擊，身在希特勒鄰座的豪辛格頭部、胸部和右手皆燒傷住院。反納粹派集團的政變行動由於組織並不周密，很快便被鎮壓，蓋世太保在阿爾布雷希特王子大街的總部地下室刑求反叛者，蔡茨勒的副官君特·斯門德中校承認曾以密謀者的身份向豪辛格通電邀請他加入密謀陣營，然而後者予以拒絕，表示其曾向海寧·馮·特雷斯科夫反問「倘若換了陣營，邱吉爾是否會停止戰爭？」而特莱斯科夫無法提供保證。7月23日，豪辛格在醫院中被「蓋世太保」逮捕，由於一直無法取得該人參與密謀的直接證據，他最終於9月獲釋，並被希特勒召喚到安格堡，對豪辛格被誤會並受「蓋世太保」調查一事表示歉意，然而由於不受納粹政府的信任，豪辛格被貶至「元首預備隊」。1945年3月25日，豪辛格被任命為德國陸軍製圖處長。5月，豪辛格被美軍俘虜。

### 戰後
戰後豪辛格被關押到1947年，後以證人身份出席紐倫堡審判，之後獲釋。豪辛格戰後生涯相當活躍，自1948年至1950年，豪辛格負責與莱因哈德·盖伦所領導、進行冷戰收集蘇聯和東歐集團情報之任務的「蓋倫組織」進行聯絡。根據德國聯邦情報局於2014年的解密文件，豪辛格曾在1950年代初期與前武裝親衛隊和退伍軍人祕密組織非法軍隊「施奈茲部隊」，人數達4萬人，目的是在蘇聯與華約集團入侵時能起兵對抗。1950年，他成為西德總理康拉德·阿登納的軍事顧問，同時也是當時計畫成立新軍隊組織要點的《希默洛德备忘录》的共同制定者之一。1955年，西德重新武裝，聯邦國防軍正式成立，而豪辛格獲授中將軍階擔任軍事領導委員會主席。1957年，豪辛格晉升上將，出任第一任聯邦軍總監。1961年，豪辛格任北約常務軍事委員會主席，負責擬定東西方冷戰中的軍事戰略，而蘇聯對此做出反應，宣佈豪辛格為戰犯嫌疑者，要求美國將其引渡，但遭到拒絕。1963年，德國聯邦政府授予豪辛格大十字級联邦十字勋章。
1964年，豪辛格從軍中退役，1982年於西德科隆去世。為紀念豪辛格在聯邦國防軍的功績，1986年哈默爾堡的步兵學校有一棟校舍以其命名，1967年也設立了「阿道夫·豪辛格獎」，每年表揚對軍隊有所貢獻者。

## 註腳
1. ↑  盧瑟（2020年），第27页
2. 1 2 3 4  TracesOfWar
3. 1 2 3 4 5 6  Co（2019年）
4. 1 2  Spiegel（1959年）
5. ↑  Gregory（2018年），第27页
6. ↑  Wiegrefe（2014年）
7. ↑  王飞麟（2009年），第177页